# Ålands Posten

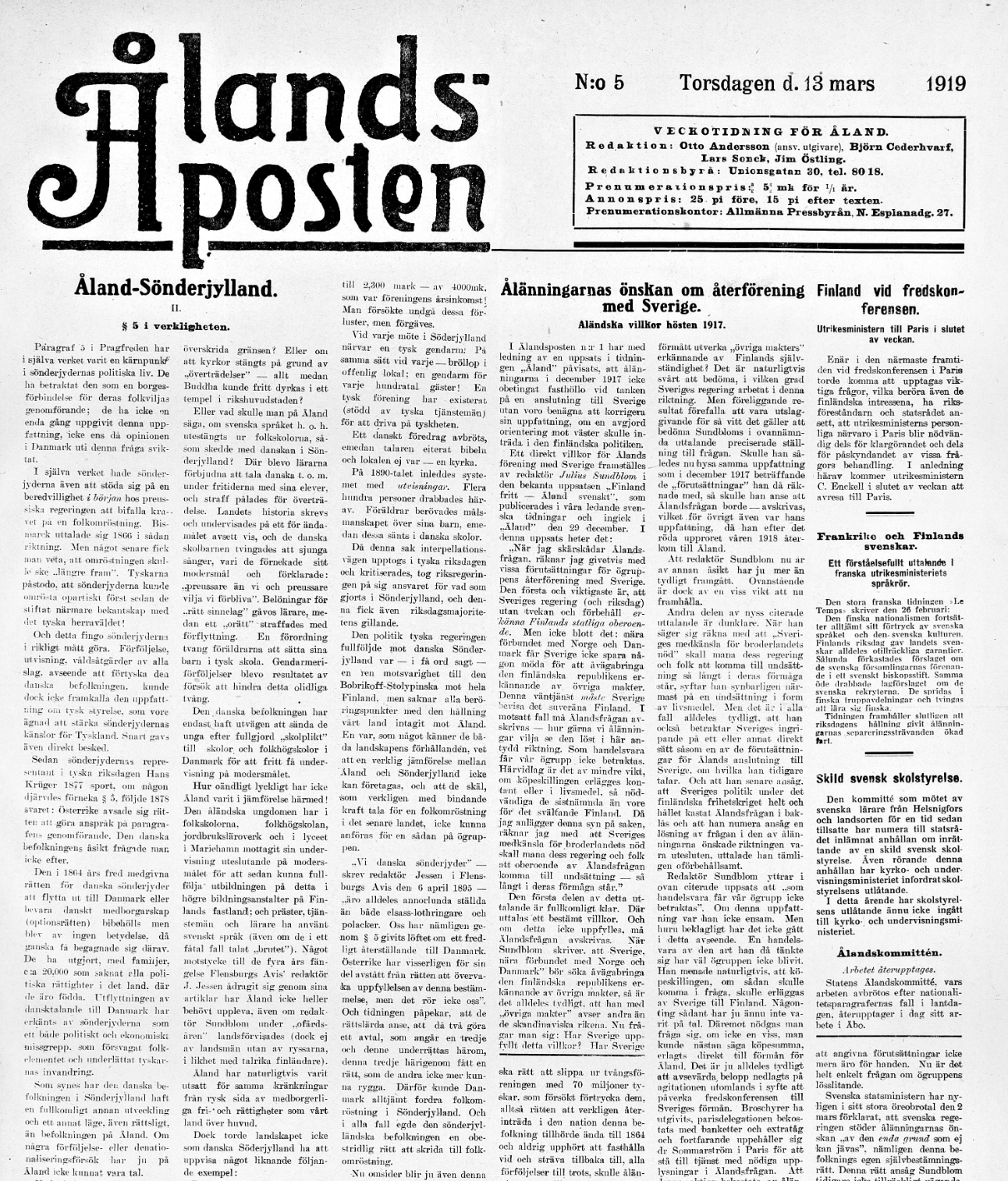
Ålands Posten, tidningen som kom till som motvikt till Ålandstidningen

Ålands Posten var en åländsk veckotidning som utkom under ett halvt års tid 1919 med Otto Andersson som ansvarig utgivare.
Tidningen gavs ut i Helsingfors och skulle vara en motvikt till Ålandsrörelsens syn på Ålandsfrågan som hade Ålandstidningen till sin huvudkanal. 
Tidningens avsikt var att propagera för att Åland skulle vara självstyrande och höra till Finland i Ålandsfrågan. Gruppen som låg bakom tidskriften var Ålandskommittén där flertalet av de aktiva medlemmarna var stationerade i Helsingfors, men de var antingen födda på Åland eller hade verkat arbetsmässigt på Åland. Två av de mera kända var arkitekterna Lars Sonck och Bertel Jung som dessutom hade bra kontaktnät med finlandssvenskarna i Helsingfors, samt den åländske politikern Johannes Holmberg som dock skrev artiklar anonymt i tidningen 